# Риу-Негру (Мату-Гросу-ду-Сул)
Риу-Негру (порт. Rio Negro) — муниципалитет в Бразилии, входит в штат Мату-Гросу-ду-Сул. Составная часть мезорегиона Северо-центральная часть штата Мату-Гроссу-ду-Сул. Входит в экономико-статистический микрорегион Кампу-Гранди. Население составляет 5305 человек на 2006 год. Занимает площадь 1807,665 км². Плотность населения — 2,9 чел./км².

## История
Город основан 18 марта 1964 года.

## Статистика
- Валовой внутренний продукт на 2003 год составляет 34 259 765,00 реалов (данные: Бразильский институт географии и статистики).
- Валовой внутренний продукт на душу населения на 2003 год составляет 6388,17 реалов (данные: Бразильский институт географии и статистики).
- Индекс развития человеческого потенциала на 2000 год составляет 0,723 (данные: Программа развития ООН).